# Tiếng Mbili-Mbui
Mbili (Bambili) và Mbui (Bambui) là hai phương ngữ của một ngôn ngữ Bantu Grassfields được nói ở Cameroon.